# エノケンのちゃっきり金太
『エノケンのちゃっきり金太』（エノケンのちゃっきりきんた）は、1937年に公開された山本嘉次郎監督の日本映画。 
前後編の2部作で構成され、前編は1937年7月11日に、後編は同年8月1日に公開された。

## 構成
- 前篇
  - 第一話『まゝよ三度笠の巻』[3]
  - 第二話『行きはよいよいの巻』[3]
- 後篇
  - 第三話『帰りは怖いの巻』[4]
  - 第四話『まてば日和の巻』[4]

## スタッフ
- 監督 - 山本嘉次郎[1]
- 製作 - 萩原耐[3]
- 製作主任 - 谷口千吉[5][6]
- 原作 - 山本嘉次郎[1]
- 漫画 - 横山隆一[3]
- 脚本 - 山本嘉次郎[1]
- 撮影 - 唐沢弘光[1]
- 音楽 - 栗原重一[1]
- 装置 - 北猛夫[5][6]
- 録音 - 鈴木勇[5][6]
- 編集 - 岩下広一[3]
- 助監督 - 本多猪四郎、黒澤明[7]

## キャスト
- 榎本健一[1] - ちゃっきり金太[6]
- 中村是好[1] - 岡っ引の倉吉[6]
- 二村定一[3] - 飴やの三次[6]
- 如月寛多[3] - 小原葉太郎[6]
- 柳田貞一[3] - 上州やの亭主[6]
- 市川圭子[1] - 上州やの娘 おつう[6]
- 花島喜世子[1] - でろれんのおすみ[6]
- 山懸直代[3] - 巡礼娘 おゆき[6]
- 千川輝美[3]
- 宏川光子[3]
- 北村武夫[3]
- 近藤登[3]
- 金井俊夫[3]
- 椿澄枝[3]
- 宮野照子[3]
- 清水美佐子[3]
- 南弘一[3]
- 小坂信夫[3]
- 斎藤務[3]
- 松ノボル[3]
- 榊田敬治[3]
- 九州男博[3]

## リメイク

### 映画
- 1958年6月2日 『ちゃっきり金太』　東宝　青柳信雄監督、三木のり平主演
- 1958年7月8日 『続ちゃっきり金太』　東宝　青柳信雄監督、三木のり平主演

### テレビ番組
- 1964年8月 - 11月 『ちゃっきり金太』 日本テレビ 三代目古今亭志ん朝主演[8]

本作の山本嘉次郎監督が「原案」名義でクレジットされ、主演の榎本健一も倉吉の親分役で出演。

## 映像ソフト
- ビデオソフト（VHS）化はされたが既に絶版、2020年7月28日に朝日新聞社から発売されたDVDマガジン「黒澤明DVDコレクション」の一環として発売、初DVD化となった。